# ベニャト・トゥリエンテス
ベニャト・トゥリエンテス・イマス（Beñat Turrientes Imaz、2002年1月31日 - ）は、スペイン・バスク州ベアサイン出身のサッカー選手。ラ・リーガ・レアル・ソシエダ所属。ポジションはMF。U-21スペイン代表。

## クラブ経歴
2014年にレアル・ソシエダのカンテラに入団し、2020-21シーズンにBチームへと昇格した。2021年9月26日、エルチェCFとのリーグ戦でラ・リーガデビューを果たした。
2022-23シーズン開幕前の2022年8月7日、レアル・ソシエダのトップチームへの昇格が決定し、背番号22番を着用することも発表された。

## タイトル

### クラブ
レアル・ソシエダB
- セグンダ・ディビシオンB: 2020-21

### 代表
U-23スペイン代表
- パリオリンピック金メダル: 2024